# Rudolph Roosen

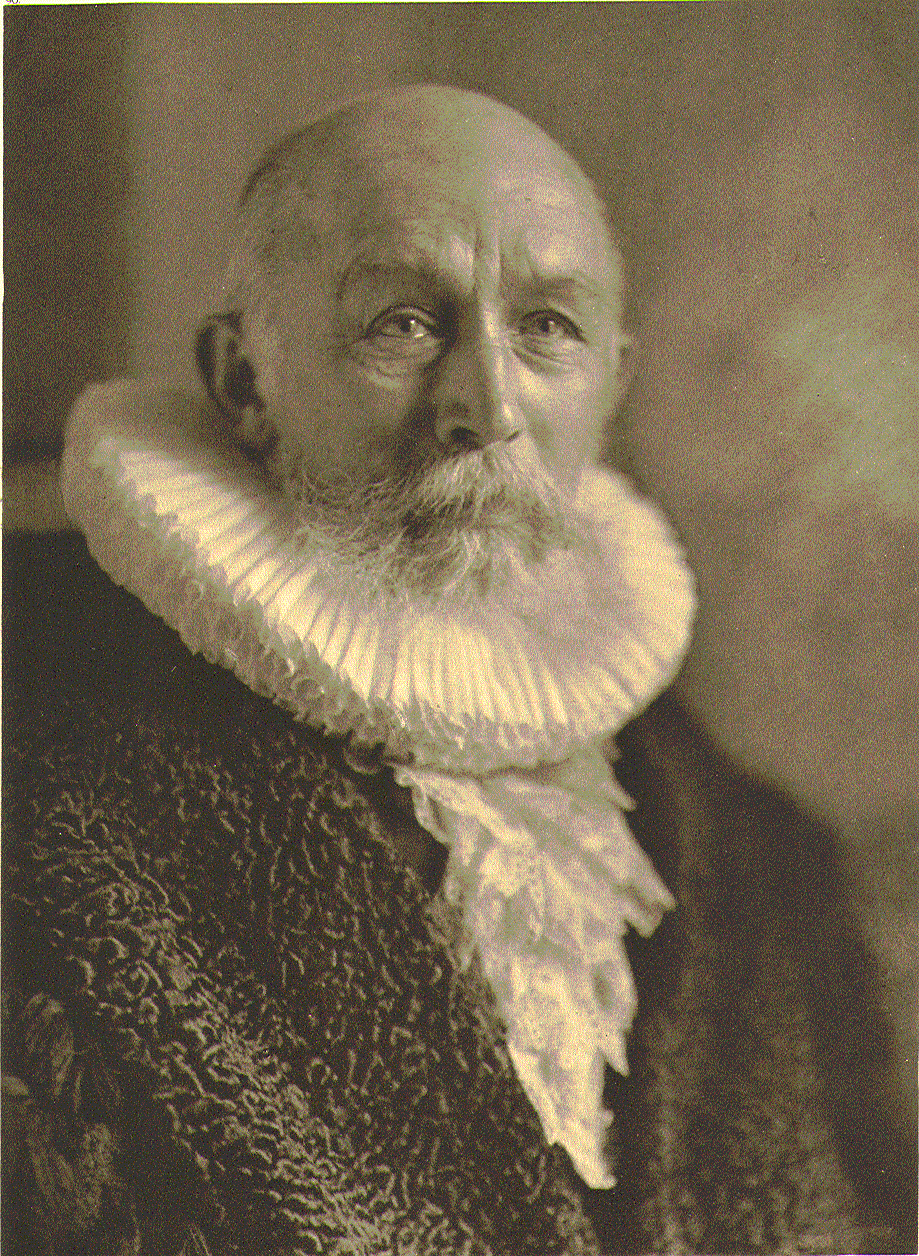
Rudolph Roosen 1905

Rudolph Roosen (* 22. Oktober 1830 in Hamburg; † 7. Januar 1907 ebenda) war ein Hamburger Kaufmann und Senator.

## Leben
Roosen stammte aus einer einflussreichen mennonitischen Familie, die schon seit mehreren Generationen in Altona und Hamburg ansässig war. Seine Vorfahren waren bedeutende Reeder und Kaufleute gewesen. Roosens Urgroßvater hatte die Firma Salomon u. Berend Roosen gegründet, an der Roosen später beteiligt war. Roosens Vater war, wie mehrere seiner Vorfahren, Diakon der mennonitischen Gemeinde Altonas. So auch sein Vorfahre Gerrit Roosen. Neben seiner kaufmännischen Tätigkeit engagierte Roosen sich in der hamburgischen Kommunalverwaltung und war von 1871 bis 1881 Mitglied der Baudeputation. 1877 wurde Roosen in die Hamburgische Bürgerschaft gewählt, der er bis 1890 angehörte. Während seiner Zeit in der Bürgerschaft wurde Roosen 1881 in die Finanzdeputation gewählt, der er bis 1890 angehörte. Mit seiner Wahl in den Hamburgischen Senat am 29. Dezember 1890 für den zurückgetretenen Emil von Melle schied Roosen aus der Bürgerschaft aus. Roosen trat am Anfang des Jahres 1901 aus gesundheitlichen Gründen aus dem Senat zurück, zu seinem Nachfolger wurde Heinrich Traun gewählt.
Zu seinen Ehren wurde das roosensche Familienwappen am Hamburger Rathaus angebracht. Es befindet sich am Sims direkt über dem unteren ersten Fenster links neben dem Haupteingang.

## Familie
Der spätere Bürgermeister Max Schramm war ein Neffe von Roosen. Roosen war mit der Schwester von Schramms Mutter verheiratet.